# Viljujská vodní elektrárna
Viljujská vodní elektrárna I, II (rusky Вилюйская ГЭС-I,II) je vodní dílo na řece Viljuj v povodí Leny v Rusku. Elektrárna je součástí Viljujské kaskády vodních elektráren o celkovém výkonu 958 MW, která je základem pro udržování spolehlivosti energetického systému Jakutské oblasti. Hlavním odběratelem elektřiny je průmysl těžby diamantů. Přehrazením řeky vznikla rozlehlá Viljujská přehradní nádrž, která svou plochou patří mezi největší v zemi.

## Hydrologické podmínky
Řeka Viljuj je největší levostranný přítok Leny s odhadovaným průtokem u ústí 1 496 m3/s. Po většinu toku je její tok meandrovitý, na dolním úseku ve velmi plošném reliéfu. Údolní charakteristika vhodná pro výstavbu energetických stupňů se objevuje až v horní polovině toku. V místě u sídla Černyševskij ve vzdálenosti 1315 km od ústí má řeka plochu povodí 136 000 km2 z celkové plochy 454 000 km2. Do výstavby vodního díla byl v tomto místě stanoven průměrný roční průtok 717 m3/s.
Podnebí na celém povodí řeky je výrazně kontinentální. Přítoky s plochou povodí do 10 000 km2 zamrzají do dna. V místě Černyševskij byl v dubnu 1960 změřen minimální průtok 2,79 m3/s a maximální hodnota 5 770 m3/s byla zjištěna v červnu 1959.
Minimo-maximální rozpětí v ročním chodu průtoku převyšuje hodnotu 1 : 2000. Naplněním nádrže s převýšením 55 m se podařilo zajistit dostatečný užitečný objem pro plynulý provoz vodní elektrárny. Následují tabulka umožňuje porovnání ročního chodu průtoků před a po vybudování vodního díla.
| rok  | leden | únor | březen | duben | květen | červen | červenec | srpen | září | říjen | listopad | prosinec | celkem |
| ---- | ----- | ---- | ------ | ----- | ------ | ------ | -------- | ----- | ---- | ----- | -------- | -------- | ------ |
| 1959 | 7,3   | 4,9  | 4,6    | 6,3   | 1440   | 5770   | 218      | 177   | 746  | 407   | 59,4     | 15,1     | 738    |
| 1978 | 619   | 611  | 523    | 431   | 326    | 2040   | 2170     | 1060  | 309  | 473   | 591      | 670      | 818    |

Minimo-maximální rozdíl nepřevyšuje hodnotu 1:8. Průměrný průtok 680 m3/s z let 1973-1994, zjištěný přesným měřením na turbínách, potvrzuje správnost profilového měření před naplněním nádrže.

## Popis
Kamenitá sypaná hráz s hliněným jádrem má délku délku 600 m a výšku 75 m. Na obou březích se nalézají přívodní kanály. Levobřežní o délce 515 m přivádí vodu k turbínám elektrárny II. Pravobřežní o  délce 212 m přivádí vodu k elektrárně I a navazuje na přeliv, vybudovaný ve skále, který umožňuje převod velkých vod v limitu 4 250 m3/s.
Vzedmutím hladiny vznikla Viljujská přehradní nádrž, která při ploše 2 360 km2 poskytuje užitkový objem 22,4 km3, což odpovídá ročnímu přítoku. Jezero tak umožňuje i víceletou regulaci.
V obou elektrárnách na spádu 55 m pracuje celkem 8 turbín o hltnosti 170 m3/s a výkonu 85 MW. V elektrárně I čtyři Kaplanovy turbíny a v elektrárně II čtyři turbíny Francisovy. Celkový výkon vodního díla je tak 8 x 85 MW. Dlouhodobá celoroční výroba činí 2,58 miliard kWh.

Energie je rozváděna dvěma trasami 220 kV.

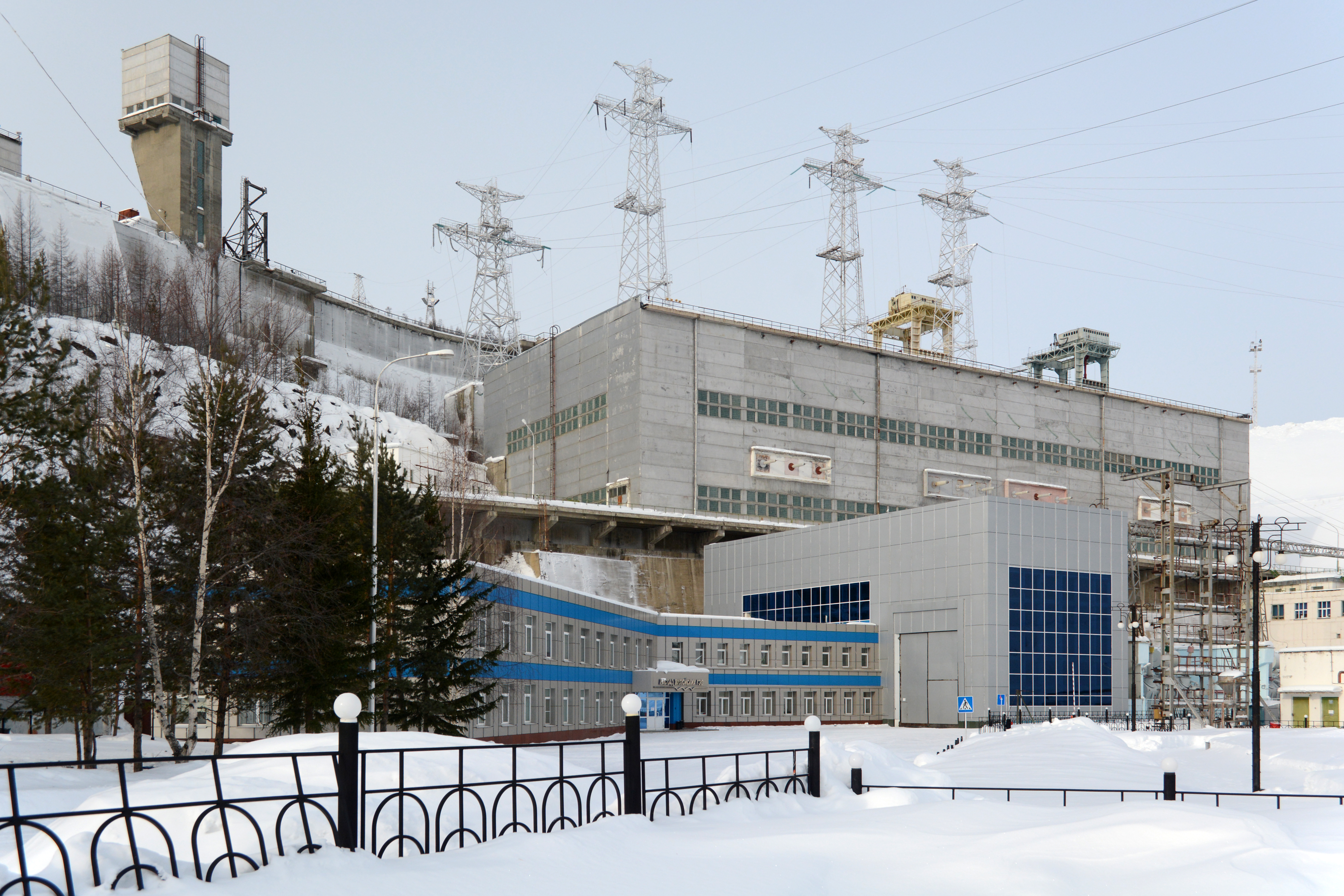
Elektrárna č.1
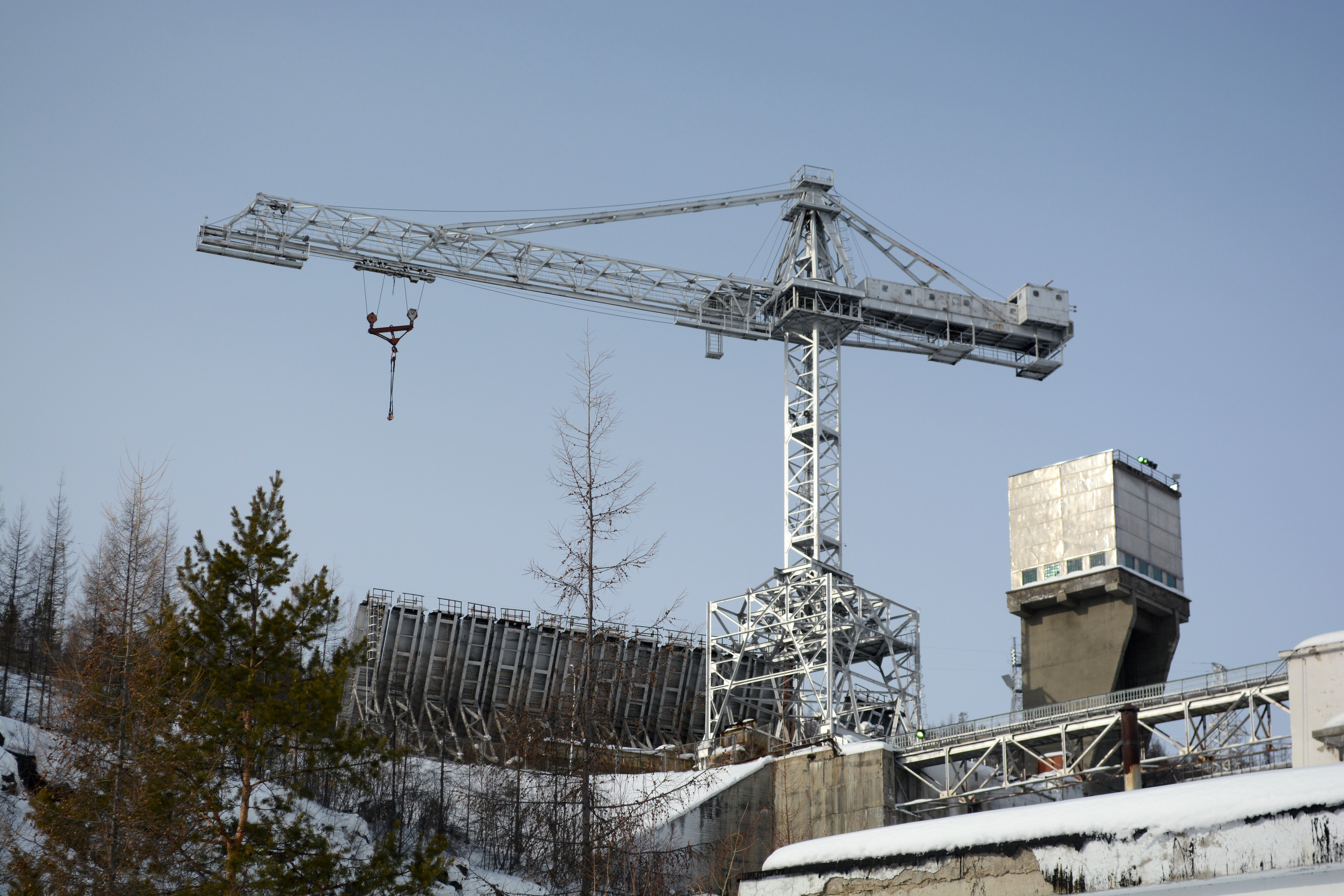
Pohled od elektrárny č.1 k výpusti přelivu
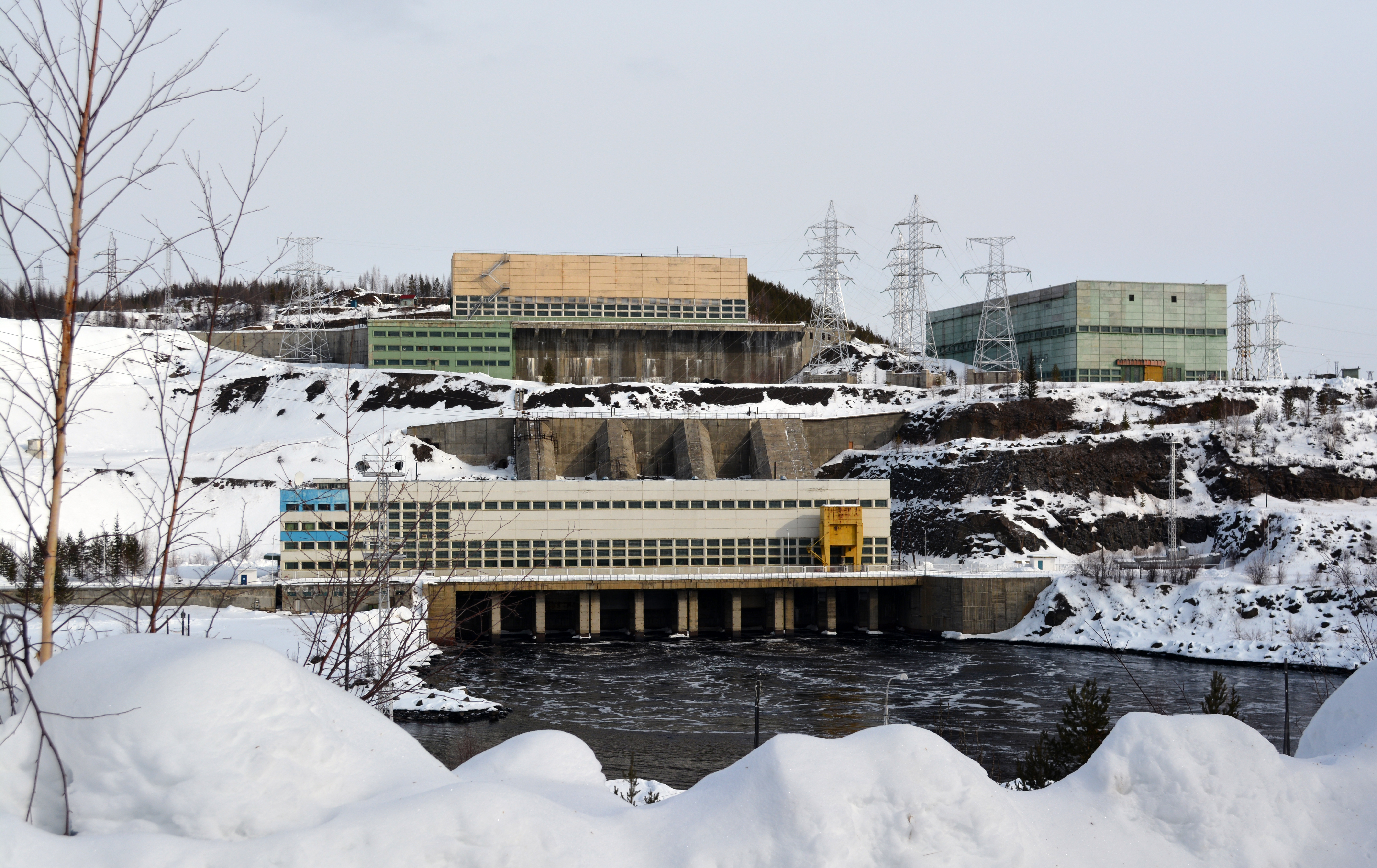
Elektrárna č.2
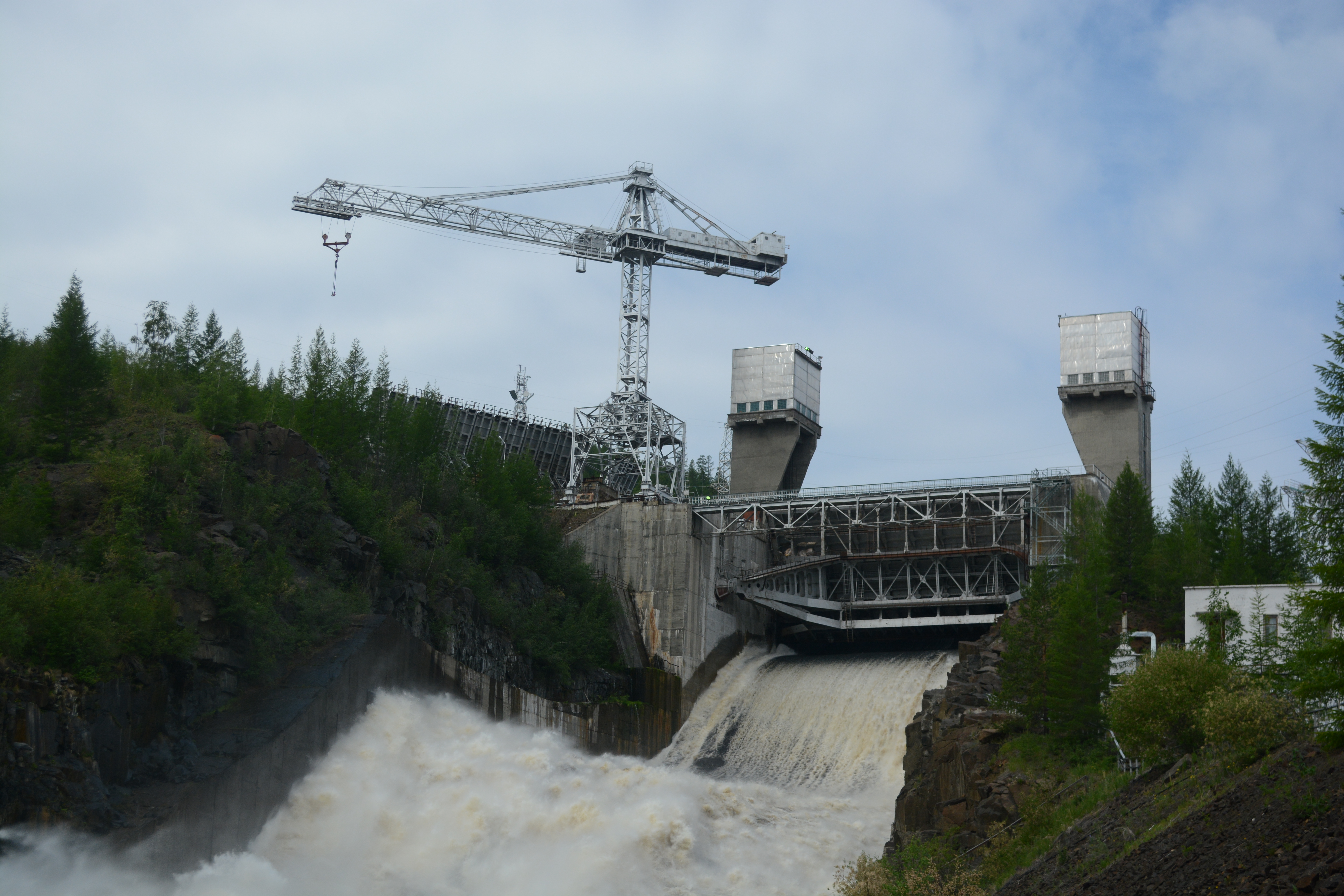
Výpusť přelivu
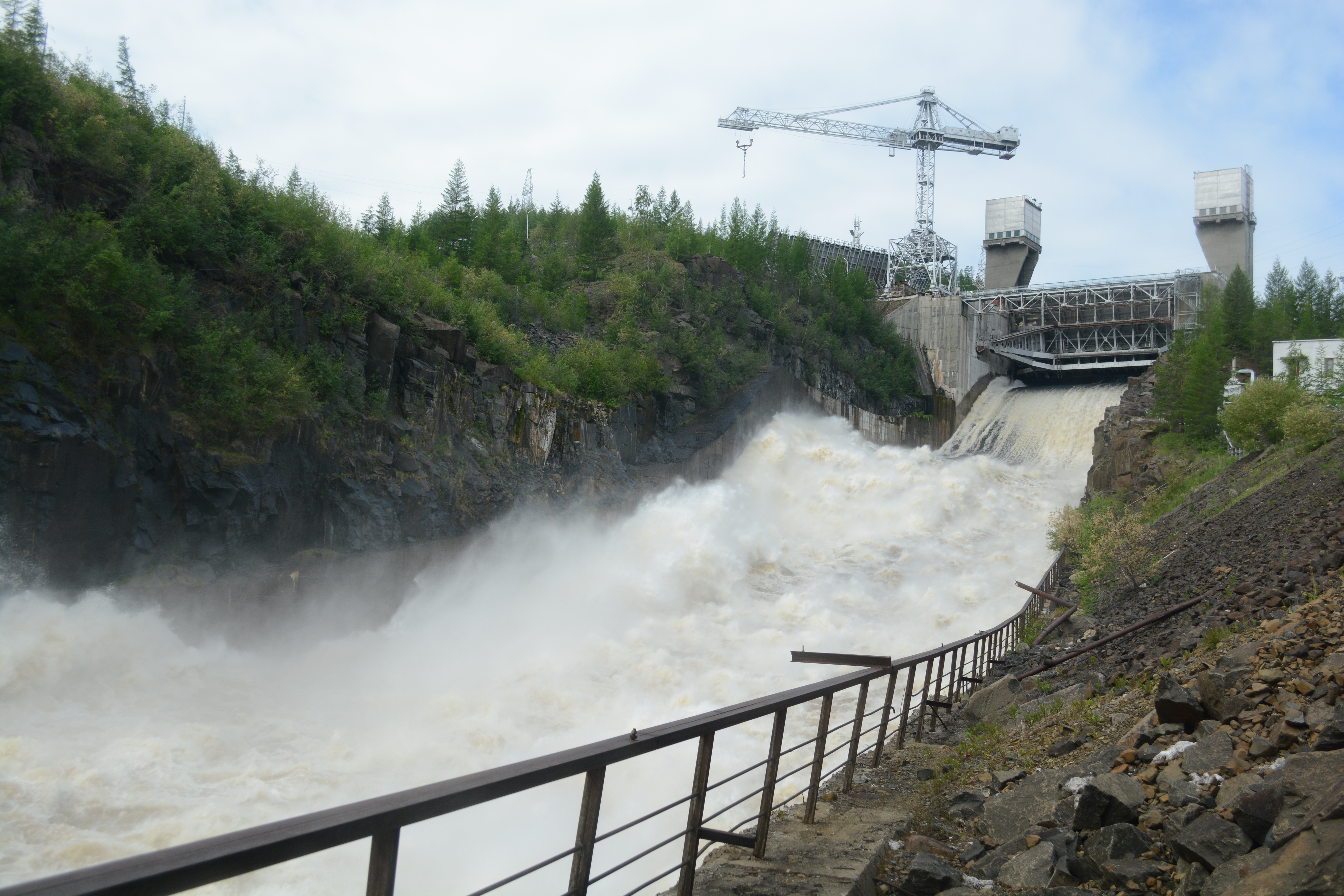
Celkový pohled na přelévanou masu
Vznos vody nad spodní hladinou
Strojovna elektrárny č.1
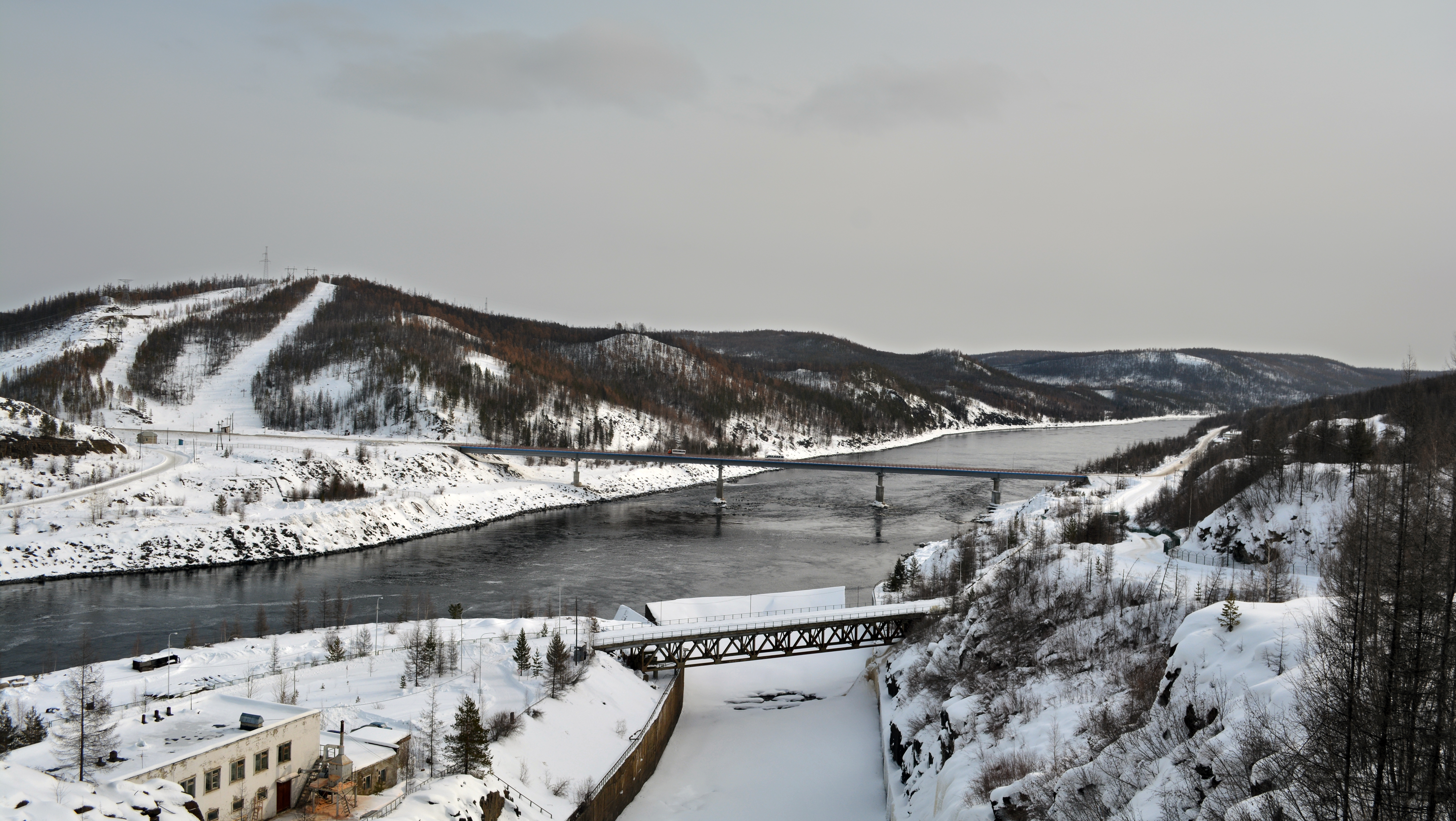
Pohled na vyústění přelivu

## Historie výstavby
Podnětem pro energetické využití řeky Viljuj byly objevy nalezišť diamantů v oblasti. Průzkumné práce začaly v roce 1954. Oblast je velmi málo zalidněná, což na jedné straně bylo přínosem z hlediska problematiky zatopení oblasti vytvořenou nádrží, na druhé straně neexistovala potřebná infrastruktura. V povodí řeky Viljuj dosahuje mocnost permafrostu nejvyšší hodnoty na světě. Se složitostí zajištění lidských i materiálových zdrojů korespondoval i počet a nejednotnost návrhů řešení. Nakonec bez dokončení průzkumných prací byl v roce 1960 schválen projekt výstavby prvního stupně Viljujské kaskády.
Přípravné práce byly zahájeny v roce 1959, výkopové práce v roce 1961. V srpnu 1962 bylo započato s budováním stavební jámy přehrady. Koncem října 1964 bylo koryto řeky přehrazeno a tok byl odveden do postranního kanálu, na podzim 1966 byl přehrazen i převodný kanál a jarní vody roku 1967 začaly plnit přehradní nádrž. Na podzim téhož roku byl uveden do provozu první agregát elektrárny I. Poslední agregát byl zprovozněn v prosinci 1968.
V roce 1969 byla dokončena stavba hráze a v roce 1970 začaly práce na stanici II. V letech 1975/76 byly uvedeny do provozu všechny agregáty elektrárny II. Práce na celém vodním díle byly ukončeny v roce 1978. 
V letech 1985–1988 byly zaměněny turbíny i generátory elektrárny I o výkonu 77 MW za výkonnější poskytující 85 MW. Celkový výkon dosáhl své maximální kapacity 680 MW.

## Provoz
Hlavním odběratelem vyrobené elektřiny je těžební společnost ALROSA (Алмазы России — Саха), zabývající se provozem diamantových dolů. Elektrárna pracuje v Jakutském energetickém systému, který je v roce 2019 nezávislý na Jednotném energetickém systému Ruska. V návrhu existují projekty o spojení s energetickou oblastí Sibiř na pravém břehu Leny, kde se u města Bodajbo nacházejí největší naleziště zlata na světě.

Pravobřežní panoráma vodního díla s přelivem a elektrárnou č.1

Pro oblast povodí řeky Viluj jsou charakteristické mrazy kolem −60 °C a v létě není pro nově příchozí pracovníky venkovní pobyt myslitelný bez moskytiéry. Největším problémem provozu je tak i při vysokých mzdách zajištění lidských zdrojů.